# Inga Fischer-Hjalmars
Inga Fischer-Hjalmars (* 16. Januar 1918 in Stockholm; † 17. September 2008 in Lidingö) war eine schwedische Physikerin, Chemikerin und Pionierin auf dem Gebiet der Quantenchemie. Ihre Forschungen dienten der Erklärung der biologischen, chemischen und physikalischen Eigenschaften von Molekülen auf Grundlage der Quantenmechanik. Sie war eine Vordenkerin bei der Anwendung der Quantenmechanik auf chemische Probleme, und die erste Professorin für theoretische Physik in Schweden.

## Leben und Wirken
Inga Fischer wuchs in einer Familie mit intellektueller Tradition und für ihre Zeit sehr gut ausgebildeten Frauen auf. Ihre Mutter Karen-Beate Wulff war bis zu ihrer Heirat mit dem Straßen- und Wasserbauingenieur Otto Fischer als Mathematik- und Geografie-Lehrerin tätig. Ingas Tante war Chemieingenieurin. Dennoch waren die finanziellen Mittel der Familie sehr begrenzt. Da es Anfang der 1930er Jahre in Schweden kein staatliches System zur Finanzierung von Hochschulbildung gab und die Ausbildung der Jungen Priorität hatte, musste Inga trotz ihres Interesses an Naturwissenschaften zurückstehen. Ihre einzige Möglichkeit, ihren Neigungen zu folgen, bestand in einem Pharmaziestudium mit dem Ausbildungsziel Apothekerin. Diese relativ kurze und vergleichsweise preiswerte naturwissenschaftliche Ausbildung konnte sie finanzieren, indem sie am Abend Privatunterricht für Schüler weiterführender Schulen gab. Ihr Pharmaziestudium schloss sie 1939 mit einem Bachelor ab.
Nachdem sie als Apothekerin selbst Geld für Lebensunterhalt und Studium verdiente, begann sie Abendkurse in Mathematik und Naturwissenschaften an der Hochschule Stockholm (heute Universität Stockholm) zu besuchen. Während des Studiums wirkte sie unter Leitung von Nils Löfgren an einem Forschungsprojekt zu örtlicher Betäubung mit. Die Forschungsgruppe synthetisierte eine Vielzahl von Molekülen mit ähnlicher chemischer Struktur und wertete deren lokalanästhetische Wirkung aus. Die Teilnahme an dem Projekt, das zur Entwicklung des Lokalanästhetikums Xylocain (auch bekannt als Lidocain) führte, war ein guter Startpunkt für Inga Fischers Forschungslaufbahn. Im Jahr 1944 schloss sie das Studium mit einem Master in Physik, Chemie und Mathematik ab.
Sie nahm eine Assistentenstelle bei Hans von Euler-Chelpin an, der als Privatdozent für physikalische Chemie an der Universität Stockholm tätig war. In Folge beschloss sie die physikalische Chemie weiter zu studieren und ihre Kenntnisse zu vertiefen. Während dieser Zeit begann sie auch, theoretische Physik zu studieren und hatte eine Assistentenstelle bei Oskar Klein, der damals Professor am Institut für Theoretische Physik an der Universität Stockholm war. Klein, einer der führenden theoretischen Physiker seiner Zeit und einer der Pioniere der Quantenmechanik, wurde ein wichtiger Ansprechpartner für Inga Fischer.

„Mein Interesse an der theoretischen Physik wurde vertieft. Ich wollte die Quantenmechanik auf die Moleküle und chemischen Probleme anwenden, die ich zuvor mit experimentellen chemischen Methoden untersucht habe. Ich wollte mehr über Moleküle wissen, als aus der Chemie lernbar war.“
„Mitt intresse för den teoretiska fysiken fördjupades. Jag ville tillämpa kvantmekaniken på de molekyler och kemiska frågeställningar som jag tidigare studerat med experimentella kemiska metoder. Jag ville veta mer om molekyler än vad man lärde sig av kemin.“

Im Frühjahr 1948 unternahm Inga Fischer ihre erste Reise außerhalb Skandinaviens, als Klein sie zu einer Konferenz in Paris schickte, um jemanden zu finden, der ihr mehr über die molekulare Quantenmechanik und Quantenchemie beibringen könnte. Dort traf sie unter anderem auf Linus Pauling, Robert Mulliken und Charles Coulson, Professor für Theoretische Physik am King’s College London, an dem sie den Winter 1948/49 mit Forschungstätigkeiten verbrachte. 1949 absolvierte sie das Filosofie licentiat in Mechanik und 1950 auch in Chemie.
Im Jahr 1952 promovierte sie an der Universität Stockholm. Ihre Arbeit trug den Titel Studies of the hydrogen bond and the ortho-effect. Im selben Jahr heiratete sie Stig Hjalmars (später Professor für Mechanik an der Königlichen Technischen Hochschule).
1963 löste sie Oskar Klein als Professorin für theoretische Physik an der Universität Stockholm ab und wurde Schwedens erste Professorin in diesem Fach. Seine Eulogie wurde von ihr verfasst. Im Jahr 1966 hielt sie die Laudatio zum Nobelpreis für Chemie für Robert Mulliken, Kenichi Fukui und Roald Hoffmann. Sie veröffentlichte eine Erklärung der Hückel-Methode auf der Basis symmetrisch orthogonalisierter Atomorbitale.

## Auszeichnungen und Mitgliedschaften
Fischer-Hjalmars war Mitglied zahlreicher Akademien und wissenschaftlicher Gesellschaften in Schweden und im Ausland, unter anderem der International Academy of Quantum Molecular Science, der Königlich Schwedischen Akademie der Wissenschaften (1978), der Königlich Dänischen Akademie der Wissenschaften und der World Academy of Art and Sciences. Daneben war sie Mitglied im ständigen Ausschuss für die Freizügigkeit von Wissenschaftlern des Internationalen Wissenschaftsrats. Im Jahr 1982 wurde sie Vorsitzende des Standing Committee on Freedom in the Conduct of Science (SCFCS). 1976 erhielt sie die Norblad-Ekstrand-Medaille der Schwedischen Chemischen Gesellschaft.
Neben ihrer wissenschaftlichen Arbeit setzte sie sich für die Freiheit oppositioneller und jüdischer Wissenschaftler in der Sowjetunion ein. Für dieses Engagement wurde sie 1990 mit dem Human Rights of Scientists Award der New York Academy of Sciences geehrt.

## Veröffentlichungen
- Sixth International Conference on Collective Phenomena: Reports from the Moscow Refusnik Seminar. (Annals of the New York Academy of Sciences, Band 452).
- Micropolar Phenomena in Ordered Structures. In: Olof Brulin (Hrsg.): Mechanics of Micropolar Media. World Scientific, 1982, ISBN 978-9-971-95002-6. S. 1.
- Orbital Basis of Zero Differential Overlap. In: Oktay Sinanoğlu: Modern Quantum Chemistry: Orbitals. Academic Press, 1965. S. 185.